# Chrysogaster coemiteriorum
Chrysogaster coemiteriorum es una especie de mosca sírfida que se puede encontrar alimentándose de flores umbelíferas, por ejemplo en prados húmedos. Se distribuyen por el paleártico.